# 坂井幹
坂井 幹（さかい もとき、1995年11月10日 - ）は、神奈川県出身のハンドボール選手。アイスランドリーグÚrvalsdeildkarlaのValur所属。

## 経歴
神奈川県立有馬高等学校在学時に、笑ってコラえてで特集されていた東江雄斗に憧れてハンドボールを始める。
筑波大学時代は2014年に第14回男子ジュニアアジア選手権の日本代表U-21に選出された。
2016年は関東学生ハンドボール・秋季リーグで優秀選手に選ばれた。2017年は第5回U-22東アジア選手権の日本代表に選ばれた。同年の全日本学生ハンドボール選手権大会（インカレ）では特別賞を受賞。
2018年に日本ハンドボールリーグの豊田合成へ加入。4月には日本代表男子のオランダ遠征メンバーに選ばれ、6月のジャパンカップで日本代表に初選出された。
2021年7月、アイスランドリーグのValurに移籍することが発表された

## 詳細情報

### 年度別成績
| 年       | チーム   | 試合 | FS 阻止 | 率   | 7m 阻止 | 率   |
| -------- | -------- | ---- | ------- | ---- | ------- | ---- |
| 2018-19  | 豊田合成 | 12   | 95/303  | .314 | 4/8     | .500 |
| JHL：1年 | JHL：1年 | 12   | 95/303  | .314 | 4/8     | .500 |

### JHLプレーオフ
| 年      | チーム   | 試合                       | FS 阻止 | 率 | 7m 阻止 | 率   |
| ------- | -------- | -------------------------- | ------- | -- | ------- | ---- |
| 2018-19 | 豊田合成 | トヨタ車体戦 (2ndステージ) | 0/0     | -  | 0/2     | .000 |

### 背番号
- 16 (2018年 - )

## 代表歴

### 日本代表
- オリンピック(2020年)
- アジア競技大会 (2018年)
- ジャパンカップ (2018年・2019年)
- 日韓定期戦 (2018年・2019年)
- インターナショナルマッチ (2018年)
- 欧州遠征 (2019年)

#### 大会別成績
| 年     | 大会             | 対戦国                          | FS 阻止 | 率   | 7mT 阻止 | 率   |
| ------ | ---------------- | ------------------------------- | ------- | ---- | -------- | ---- |
| 2021年 | 世界選手権       | クロアチア戦 (予選ラウンド)     | 0/6     | .000 | 0/1      | .000 |
| 2021年 | 世界選手権       | カタール戦 (予選ラウンド)       | 3/15    | .200 | 1/4      | .250 |
| 2021年 | 世界選手権       | アンゴラ戦 (予選ラウンド)       | -       | -    | -        | -    |
| 2021年 | 世界選手権       | アルゼンチン戦 (メインラウンド) | -       | -    | -        | -    |
| 2021年 | 世界選手権       | デンマーク戦 (メインラウンド)   | 7/17    | .411 | 0/3      | .000 |
| 2021年 | 世界選手権       | バーレーン戦 (メインラウンド)   | 1/3     | .333 | 0/2      | .000 |
| 2021年 | 東京オリンピック | デンマーク戦 (予選)             | 4/21    | .190 | 0/2      | .000 |
| 2021年 | 東京オリンピック | スウェーデン戦 (予選)           | 1/15    | .007 | 0/0      | .000 |
| 2021年 | 東京オリンピック | エジプト戦 (予選)               | 5/10    | .500 | 0/1      | .000 |
| 2021年 | 東京オリンピック | バーレーン戦 (予選)             | 6/28    | .214 | 0/0      | .000 |
| 2021年 | 東京オリンピック | ポルトガル戦 (予選)             | 3/9     | .333 | 0/0      | .000 |